# لجنة الانتهاكات الألمانية المزعومة
اشتهرت اللجنة المعنية بالانتهاكات الألمانية المزعومة، التي غالبًا ما تسمى تقرير برايس تيمنًا برئيسها، فيسكونت جيمس برايس (1838-1922)، بأنها أصدرت «تقرير اللجنة المعنية بالانتهاكات الألمانية المزعومة»، الذي نشر في 12 مايو 1915. يعتبر التقرير شكل من أشكال الدعاية الكبيرة الذي استخدمته بريطانيا للتأثير على الرأي العام العالمي فيما يتعلق بسلوك ألمانيا التي غزت بلجيكا في العام السابق.  كان هذا أول منشور مهم من مكتب الدعاية الحربية في ويلينغتون هاوس.
ترجم التقرير بنهاية عام 1915 إلى جميع اللغات الأوروبية الرئيسية وكان له أثر عميق على الرأي العام في البلدان الحليفة والمحايدة، ولا سيما في الولايات المتحدة. وتضمنت شهادة شهود عيان منشورة في الملحق المكون من 320 صفحة روايات مثيرة عن عمليات التشويه والاغتصاب التي لا يوجد دليل آخر عليها. شوهت هذه الفظائع المخترعة التقرير وجعلته مثالًا يُستشهد به في كثير من الأحيان للدعاية والحرب النفسية.

## تاريخها
بحلول منتصف شهر سبتمبر من عام 1914، أصدرت الحكومة البلجيكية ثلاثة تقارير متعلقة بجرائم الحرب الألمانية المرتكبة خلال غزو البلاد، وكان هناك دعوات في البرلمان البريطاني والصحافة تطالب لجنة بريطانية بإجراء تحقيق خاص بها. رد رئيس الوزراء هربرت أسكويث في 15 سبتمبر بأن سمح لوزير الداخلية والنائب العام بالتحقيق في ادعاءات انتهاك الجيش الألماني لقوانين الحرب. وفي نهاية المطاف، أجرى فريق من المحامين عينهم جورج إيه. أيتكن، مساعد وزير الداخلية، الذي أدار التحقيق، وكتبة من مكتب النائب العام مقابلات مع حوالي1200 شاهد. كان معظم الشهود من اللاجئين البلجيكيين؛ وقد فر نحو مليوني بلجيكي من البلاد، ولجأ أكثر من 120 ألف إلى المملكة المتحدة.
طلب من جيمس برايس في 4 ديسمبر، أن يترأس «لجنة التحقيق في الانتهاكات الألمانية»، التي ستراجع المواد التي تم جمعها وتصدر تقريرًا بها. كانت مهمة هذه اللجنة هي مراجعة «التهم بأن الجنود الألمان، سواء بتوجيه أو تغاضي من قبل ضباطهم، كانوا مذنبين بارتكاب فظائع واسعة النطاق في بلجيكا». سأل برايس عما إذا كانت ستتاح له فرصة مقابلة الشهود، لكن قيل له إن ذلك لن يكون ضروريًا. عيّنت حكومة الجلالة البريطانية بعض من أبرز مواطنيها ليكونوا جزءًا من اللجنة. جيمس برايس الذي كان سفير بريطانيا لدى الولايات المتحدة، وهربرت فيشر مؤرخ ليبرالي معروف، والسير فريدريك بولوك الذي كان قاضيًا ومؤرخًا قانونيًا مشهورًا، وهارولد كوكس، محرر إدنبرة ريفيو، ومحاميان هما السير إدوارد كلارك والسير ألفريد هوبكنسون.
كان الفيكونت برايس اختيارًا ملهمًا لرئاسة اللجنة. كان ليبراليًا غلادستونيًا عارض حرب البوير وسعى إلى التسوية مع ألمانيا حتى غزو بلجيكا. كان لديه أيضًا سمعة كبيرة كباحث، بعد أن درس في هايدلبرغ، وصنع سمعته العلمية من خلال كتاب عن الإمبراطورية الرومانية المقدسة، وحصل على الدكتوراه الفخرية من جامعتي يينا ولايبزيغ بالإضافة إلى وسام الاستحقاق البروسي. والأهم من ذلك بالنسبة للحكومة، كان أن برايس شخصية محترمة في كل من بريطانيا والولايات المتحدة، حيث كان السفير البريطاني من عام 1907 إلى عام 1913، وكان صديقًا للرئيس ويلسون. كان قد كتب عملًا مهمًا عن النظام السياسي في الولايات المتحدة، الكومنولث الأمريكي، وسافر على نطاق واسع في البلاد، وكان لديه العديد من المعجبين بين السياسيين والمثقفين الأمريكيين. وقد ضمنت رخصته بالطباعة والنشر أن يقرأ التقرير على نطاق واسع. في تصريحات عامة ومراسلات خاصة، قال برايس إنه يأمل تبرئة الجيش الألماني من اتهامات الهمجية. كان برايس معروفًا أيضًا بتعاطفه مع الشعب الألماني وثقافته. من خلال اختيار برايس ليكون رئيسا للجنة، كان يعتقد أن الأبحاث والنتائج المكتملة ستتم مراجعتها بعناية فائقة وأنها ستحمل المذنبين المسؤولية عن أفعالهم.